# José Eduardo Rosa Vale Castro
José Eduardo Rosa Vale Castro, més conegut com a Zé Castro (Coïmbra, 13 de gener de 1981) és un exfutbolista portuguès, que ocupava la posició de defensa.

## Trajectòria esportiva
Castro va començar al filial de l'Académica de Coimbra. Va fer el seu debut a primera divisió el 3 d'octubre de 2004, jugant 20 minuts en el triomf contra Gil Vicente FC. Malgrat la seva joventut, es convertia en una peça indiscutible i capità de l'equip.
En acabar la temporada 05/06, va signar amb l'Atlètic de Madrid. Juga 22 partits eixe any a la màxima categoria, mentre que a la següent campanya és suplent.
L'estiu del 2008, marxa al Deportivo de La Corunya, cedit per un any i una opció de compra de 2 milions d'euros i el 50% dels drets del jugador. A causa de la lesió del titular Pablo Amo, el portuguès va acabar jugant 29 partits, mentre que el club gallec feia bona la clàusula de compra.
El 20 d'agost del 2013 l'administració concursal que gestiona el Deportivo va rescindir el contracte del jugador.

## Internacional
Amb la sub-21 de Portugal va participar en l'Europeu de la categoria, celebrat el 2006.
Al juny del 2009 debutava amb l'absoluta, en partit davant la selecció d'Estònia.